# Ray Wilson (futbolista)
Ramon «Ray» Wilson (Shirebrook, Derbyshire, 17 de diciembre de 1934-Huddersfield, Yorkshire del Oeste, 15 de mayo de 2018) fue un jugador y entrenador de fútbol inglés. En su etapa como jugador profesional se desempeñaba como lateral izquierdo.
Es considerado uno de los mejores laterales izquierdos que Inglaterra haya producido. También es recordado como uno de los mejores futbolistas de la historia del Huddersfield y Everton.
El motivo de llevar un nombre hispano en un país angloparlante se debe a que su madre era fanática del actor mexicano Ramón Novarro, por lo que decidió poner ese nombre a su hijo. Se convirtió en aprendiz de ferroviario al dejar la escuela, pero luego fue descubierto por un ojeador del Huddersfield Town. Entrenaba con su equipo de día y trabajaba como ferroviario de noche, antes de ser llamado por el servicio militar. Debutó en el primer equipo en 1955 contra el Manchester United.
Tras retirarse como jugador, se desempeñó como director funerario hasta 1997. En el año 2000, fue nombrado Miembro de la Orden del Imperio Británico por sus contribuciones al fútbol. En 2004, le diagnosticaron la enfermedad de Alzheimer, que padeció por 14 años hasta su fallecimiento en mayo de 2018. Fue incluido en el Salón de la Fama del Fútbol Inglés en 2008.

## Selección nacional
Fue internacional con la selección de fútbol de Inglaterra en 63 ocasiones. Fue el jugador más longevo del combinado inglés que enfrentó a Alemania Federal en la final de la Copa del Mundo de 1966. Un débil despeje de cabeza de Wilson le entregó el balón al delantero Helmut Haller, quien puso en ventaja a los alemanes. No obstante, Inglaterra terminó coronándose campeona del mundo tras derrotar a los germanos por 4-2, gracias a un triplete de Geoff Hurst.
Al momento de su último partido internacional, era el jugador de campo con más participaciones sin convertir goles en el seleccionado inglés, récord posteriormente batido por Gary Neville (85) y Ashley Cole (107).

### Participaciones en Copas del Mundo
| Mundial                        | Sede       | Resultado        | Partidos | Goles |
| ------------------------------ | ---------- | ---------------- | -------- | ----- |
| Copa Mundial de Fútbol de 1962 | Chile      | Cuartos de final | 4        | 0     |
| Copa Mundial de Fútbol de 1966 | Inglaterra | Campeón          | 6        | 0     |

### Participaciones en Eurocopas
| Copa          | Sede   | Resultado    | Partidos | Goles |
| ------------- | ------ | ------------ | -------- | ----- |
| Eurocopa 1968 | Italia | Tercer lugar | 2        | 0     |

## Clubes

### Como jugador
| Club              | País       | Año       |
| ----------------- | ---------- | --------- |
| Huddersfield Town | Inglaterra | 1952-1964 |
| Everton           | Inglaterra | 1964-1969 |
| Oldham Athletic   | Inglaterra | 1969-1970 |
| Bradford City     | Inglaterra | 1970-1971 |

### Como entrenador
| Club          | País       | Año  |
| ------------- | ---------- | ---- |
| Bradford City | Inglaterra | 1971 |

## Palmarés

### Campeonatos nacionales
| Título | Club    | País       | Año  |
| ------ | ------- | ---------- | ---- |
| FA Cup | Everton | Inglaterra | 1966 |

### Copas internacionales
| Título                 | Selección  | Sede       | Año  |
| ---------------------- | ---------- | ---------- | ---- |
| Copa Mundial de Fútbol | Inglaterra | Inglaterra | 1966 |

### Distinciones individuales
| Distinción                                        | Año  |
| ------------------------------------------------- | ---- |
| Incluido en el Salón de la Fama del Fútbol Inglés | 2008 |

## Condecoraciones
| Distinción                                | Año  |
| ----------------------------------------- | ---- |
| Miembro de la Orden del Imperio Británico | 2000 |